# Першоросіяни
«Першоросіяни» (рос. «Первороссияне») — російський радянський кольоровий художній фільм 1967 року. Оптимістична драма. Екранізація поеми Ольги Берггольц.

## Зміст
Фільм розповість про діяльність робочих Петрограда. Вони щойно пройшли через горнило кривавої революції, вони перемогли в боротьбі і тепер сповнені рішучості побудувати своє нове майбутнє. Група молодих людей вирушає на далекий Алтай, щоб заснувати там подобу першого колгоспу, відповідно до комуністичних ідеалів.